# Лобнор
Лобнор (също Лоп Нур, Луобубо и Ло пу по – всичките означаващи „Езерото Лоп“) (на уйгурски: لوپنۇر; на китайски: 台特马湖) са група безотточни, солени езера в Западен Китай, в Синдзян-уйгурски автономен регион). Обща площ около 3100 km².
Езерото Лобнор е разположено в източната част на Таримската равнина, в пустинята Такламакан, на около 780 m н.в. Местоположението, размерите, очертанията и степента на соленост на езерото силно се променят, което е обусловено главно от изменението на количеството постъпваща в него вода и миграцията на устиевите участъци на двете подхранващи го реки Кончедаря и Тарим. През 9 – 10 век площта на Лобнор е достигала до 14 000 km, но ръстът на напояваните земи l басейните на Тарим и Кончедаря е способствал за намаляване на неговите размери, обем и контури. Максималната площ на съвременното езеро е около 3100 km², дължина над 100 km и средна дълбочина около 1 m. Около цялото езеро са разположени обширни тинести солончаци и блата, а по време на маловодни периоди цялото езеро се разпада на отделни водни басейна, които пресъхват ако сушата продължи по дълго и се покриват с дебела солена кора. От ноември до март Лобнор замръзва, а по-голямата му част замръзва до дъно. В отделни години, вследствие на миграцията на устиевите части на река Тарим, водите ѝ не достигат до езерото, отклоняват се на юг, и, сливайки се с река Черчен напълват езерото Карабуранкьол (Каракошун), което се намира на около 100 – 150 km югозападно от съвременния Лобнор. През 1876 г., когато видния руски географ и пътешественик Николай Пржевалски изследва и картира този район езерото Карабуранкьол е с много големи размери и той го приема за езерото Лобнор (в действителност по това време поради високото ниво на водите двете езера са били едно цяло). Изучаването на езерото е способствало за решаване на проблема с блуждаещите реки и езера в Централна Азия.

## История
След археологически проучвания на някогашния бряг на Таримското езеро са намерени останки от древни селища и мумии. Преди хиляди години около Лобнор са процъфтявали различни цивилизации, тъй като наблизо е минавал Пътят на коприната. Освен Николай Пржевалски други видни изследователи ва езерото са Свен Хедин и Фердинанд фон Рихтхофен.
Този район е бил използван от китайската армия като ядрен полигон. Там през 1964 г. е извършен и първият китайски ядрен опит – 596. До 1996 на тази площадка са взривени 45 атомни бомби.
През 1980 г. тук изчезва безследно биохимика Пенг Дзяму. На 13 юни 1996 г. в опит да прекоси Лобнор загива китайският изследовател Ю Цунсун.